# David Nash

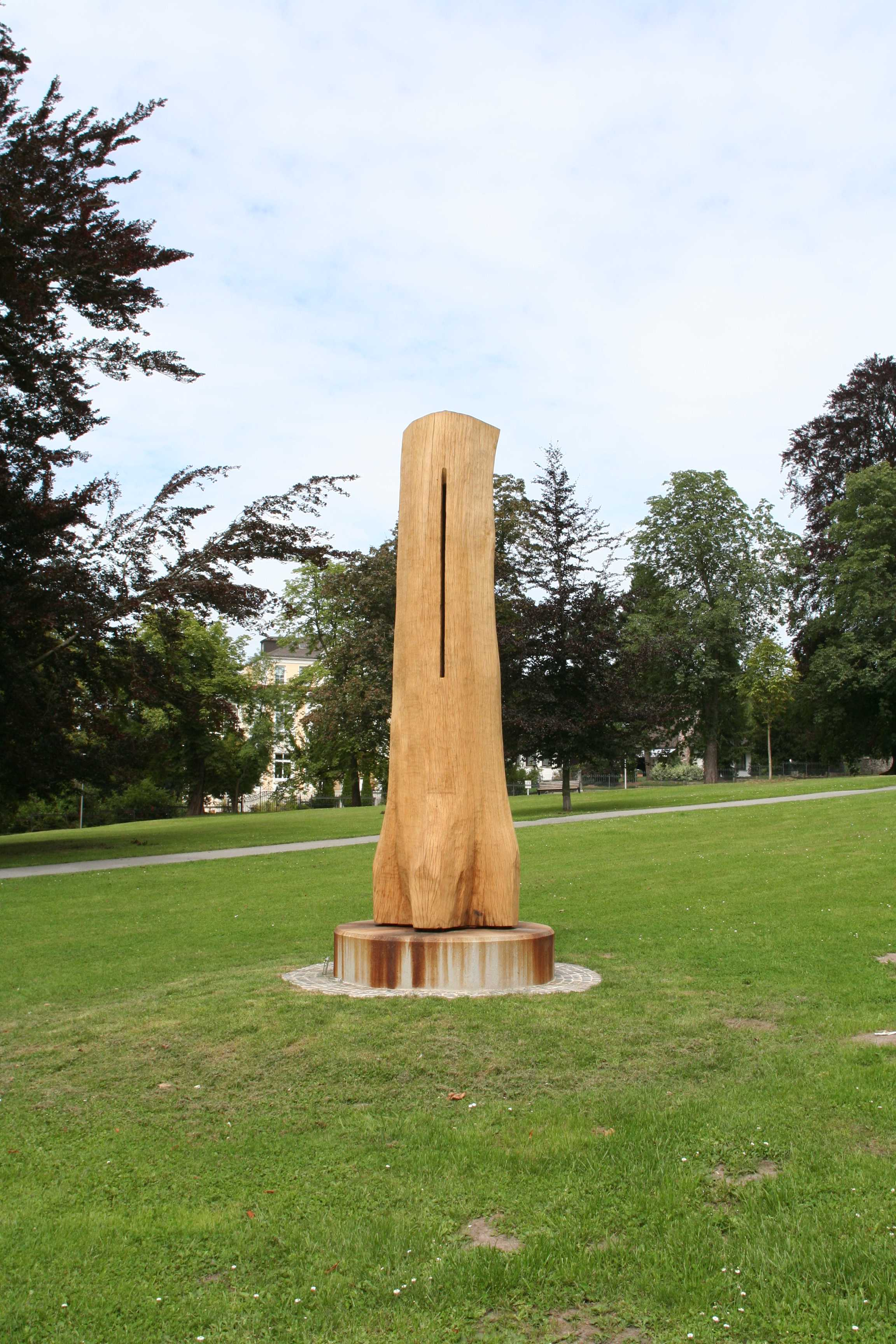
Noon Column in Coburg Duitsland

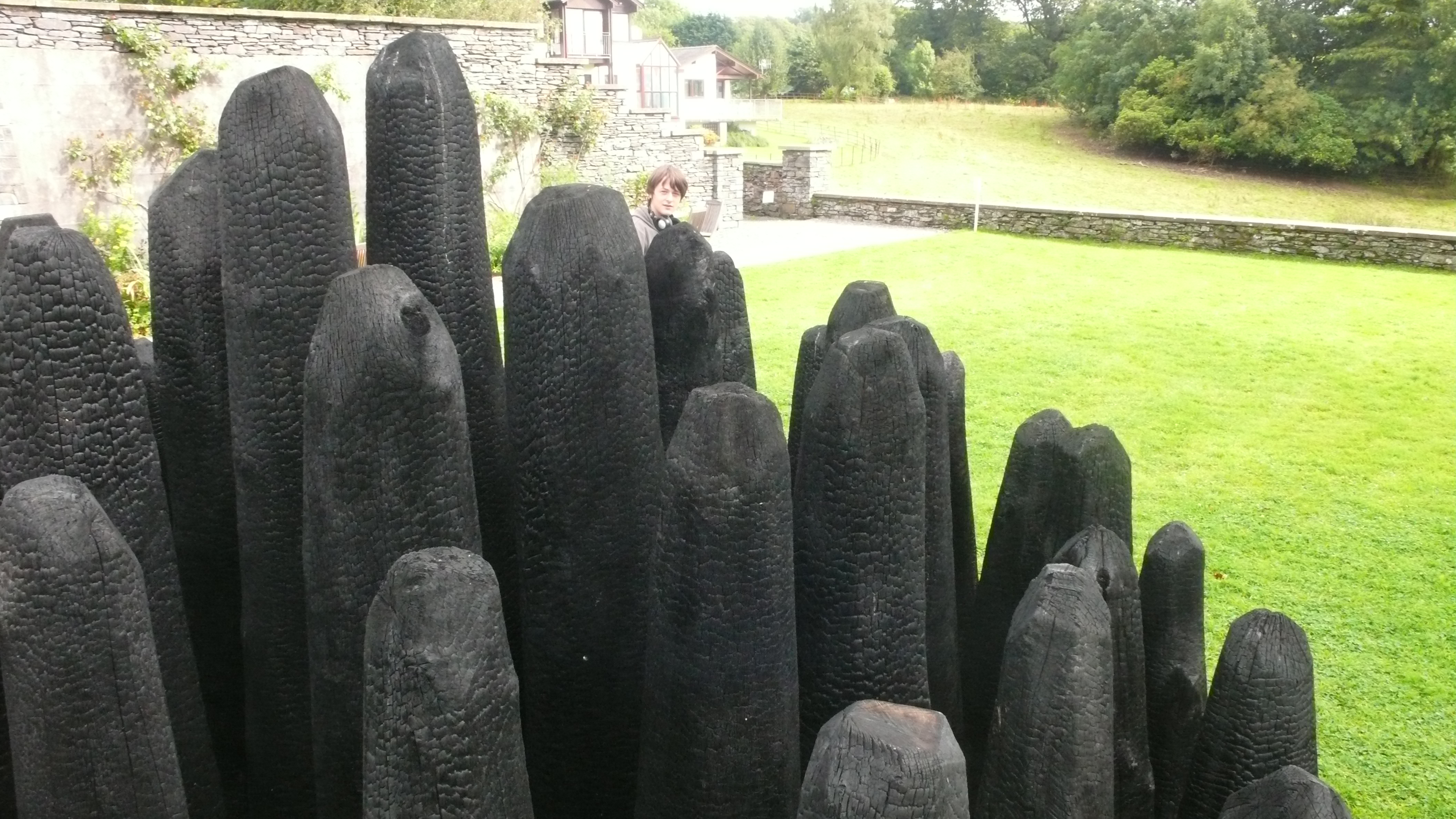
Detail van Black Dome in Cumbria

David Nash (Esher (Surrey), 14 november 1945) is een Engelse beeldhouwer. Hij is bekend geworden door zijn deelname aan land art-projecten.

## Leven en werk
Nash studeerde van 1959 tot 1963 aan het Brighton College en daarna tot 1967 aan het Kingston College of Art. Hij was een postgraduate aan de Chelsea School of Art van 1969 tot 1970. In 1967 verhuisde hij naar Blaenau Ffestiniog in Wales waar hij nog steeds woont en werkt. Nash werd in 1999 gekozen tot lid van de Royal Academy of Arts. In 2004 werd hij onderscheiden met een benoeming tot Officier in de Orde van het Britse Rijk.
Nash is het meest bekend door zijn grote houten sculpturen, zoals Noon Column in Coburg (Duitsland). Zijn belangrijkste instrumenten bij de vervaardiging van deze beelden zijn de kettingzaag en de bijl, alsmede een brander om het hout deels te verkolen. Hij neemt ook veelvuldig deel aan land art-projecten in heel Europa, de Verenigde Staten en Japan.
In de late tachtiger jaren werkte Nash aan het Djerassi Resident Artists Program, in Woodside (Californië), waar hij redwood en madronewood toepaste.
Veel van het werk van David Nash bevindt zich in de enorme collectie van de Cass Sculpture Foundation in Goodwood bij Chichester, West Sussex en in vele musea en beeldenparken over de hele wereld, zoals het Kröller-Müller Museum in Otterlo, het Yorkshire Sculpture Park, Forest of Dean Sculpture Trail, Beeldenpark van de Kunsthalle Mannheim en Sculpture at Schönthal in Langenbruck (Zwitserland).

## Werken (selectie)
- Standing Frame (1987), Minneapolis Sculpture Garden in Minneapolis (Minnesota)
- King and Queen (1997), Frederik Meijer Gardens and Sculpture Park in Grand Rapids (Michigan)
- Seven Vessels Ascending/Descending in Cincinnati (Ohio)
- Steam Vessels (1992) in San Francisco (Californië)
- Two Columns in Göteborg (Zweden)
- Noon Column, Coburger Hofgarten in Coburg (Duitsland)
- Large Sphere (2004), Beeldenpark van de Kunsthalle Mannheim in Mannheim (Duitsland)
- Two Charred Vessels (1997), Treshold Column (1998) en 46 Charred Steps (2000), Sculpture at Schönthal (Zwitserland)

en in het Verenigd Koninkrijk:
- Black Dome in Windermere (Cumbria)
- Black Dome (1986) en Fire and Water Boats (1986), Forest of Dean Sculpture Trail
- 18000 Tides Sculpture, Motcombe Garden in Eastbourne (East Sussex)
- Three Stones for Three Trees (1982), Yorkshire Sculpture Park
- The Noon Columns (6), op zes locaties die het National Forest insluiten, onder andere in: Jackson's Bank, Stanton under Bardon, Grangewood en Sence Valley
- Pyramids Rise, Spheres Turn, and Cubes Stay Still (1997/98), nationaal bezit

## Fotogalerij

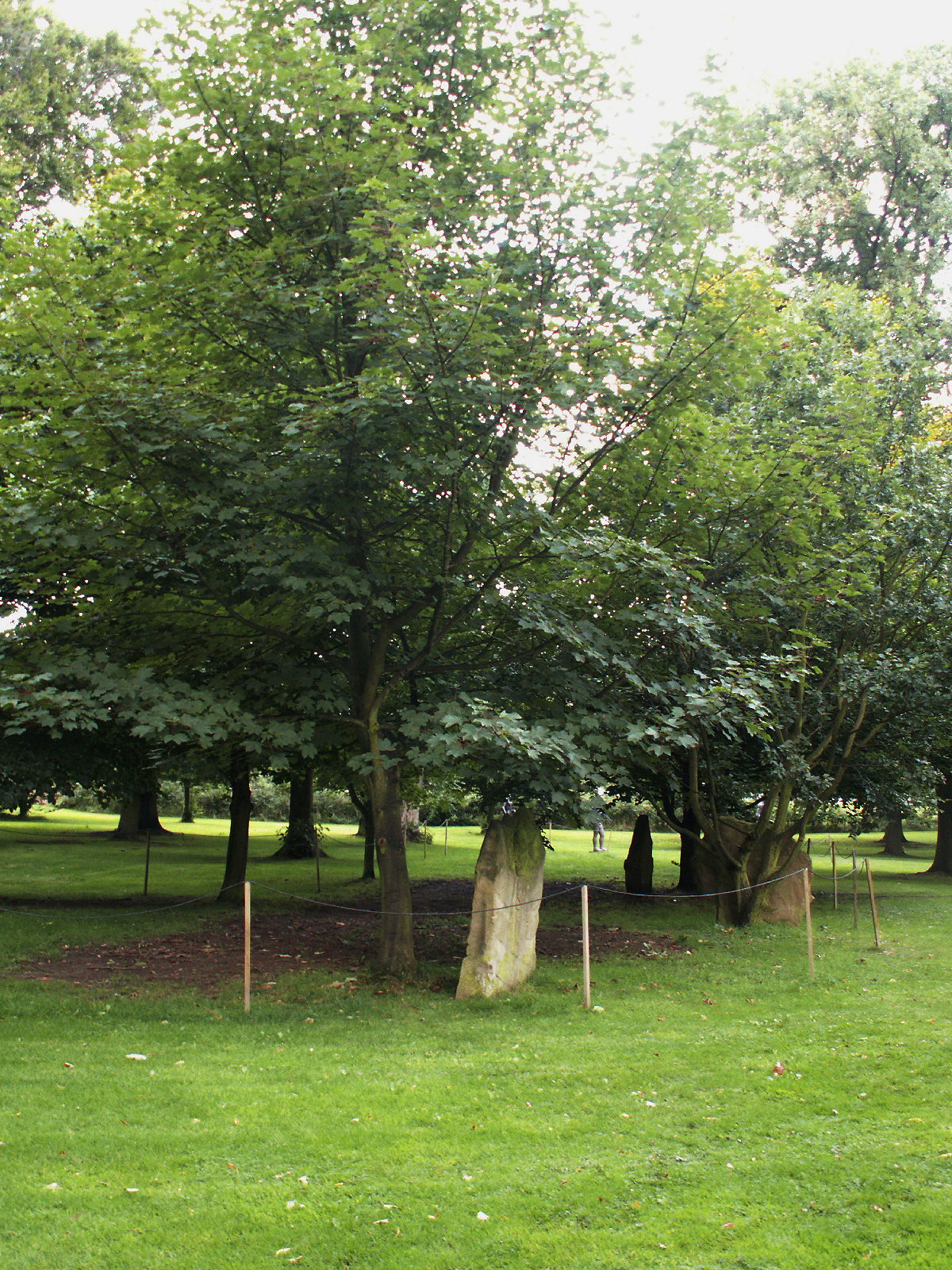
Three Stones fror Three Trees (1982), Yorkshire Sculpture Park
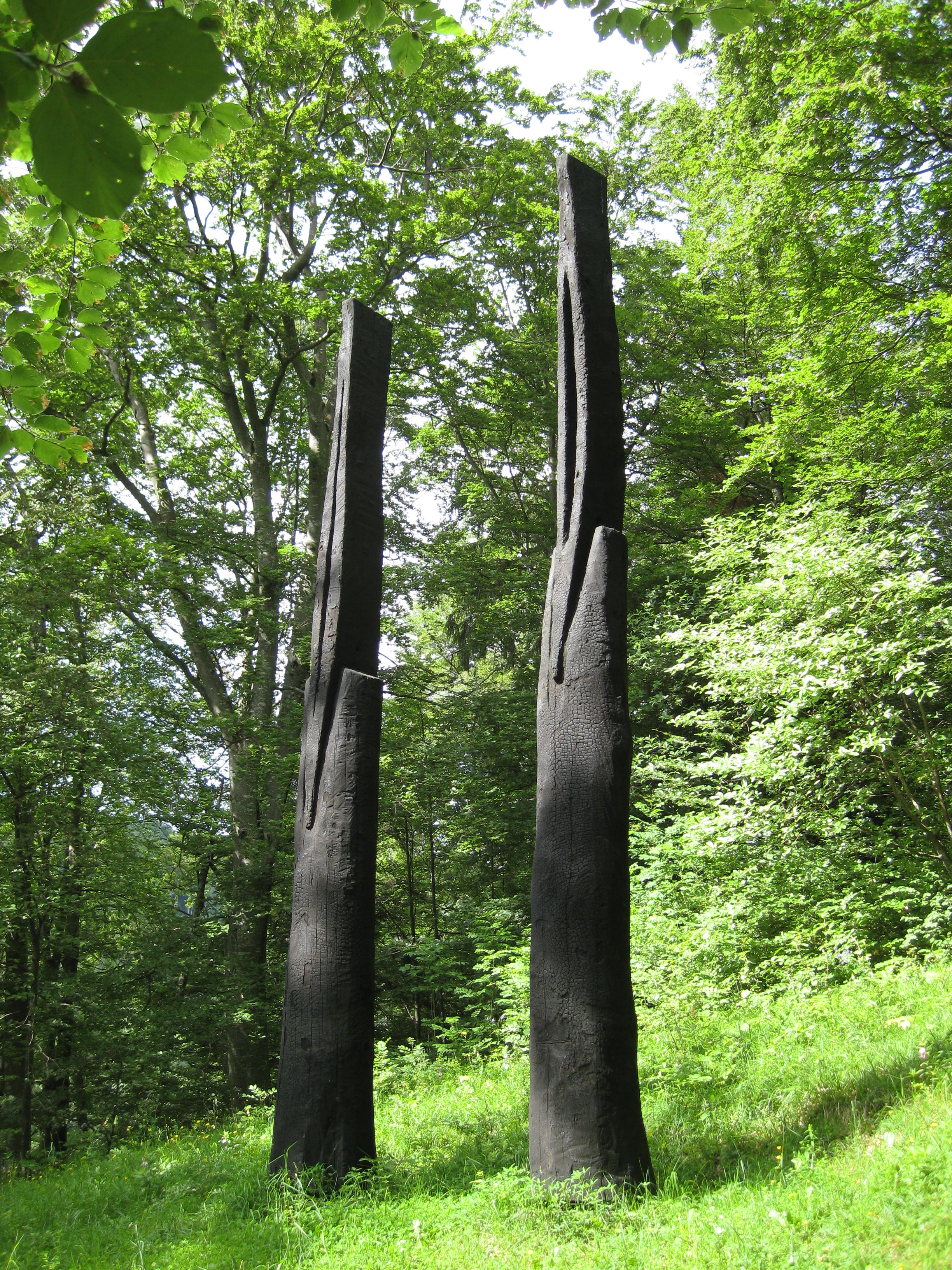
Two Charred Vessels (1997), Sculpture at Schönthal
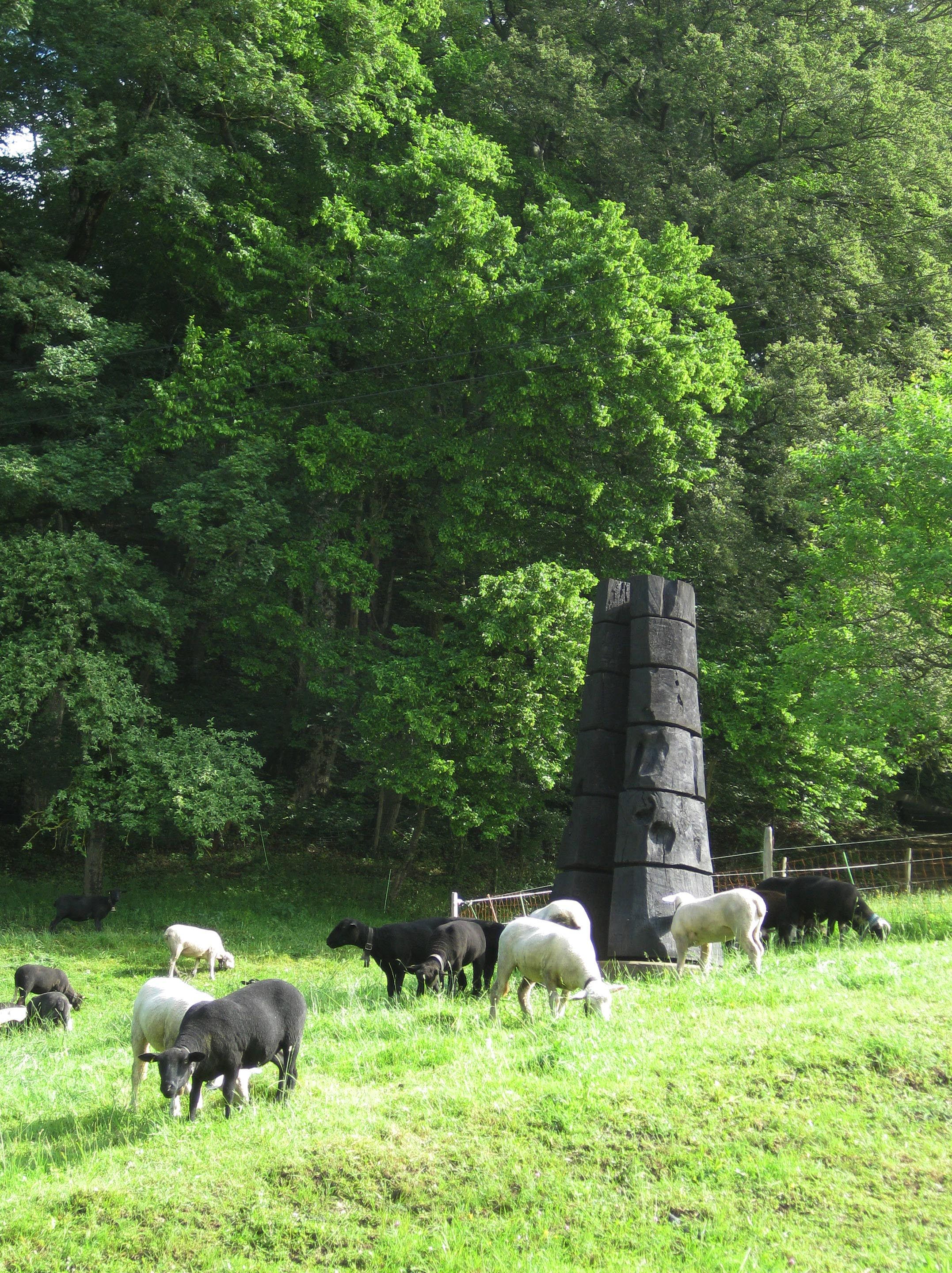
Treshold Column (1998), Sculpture at Schönthal
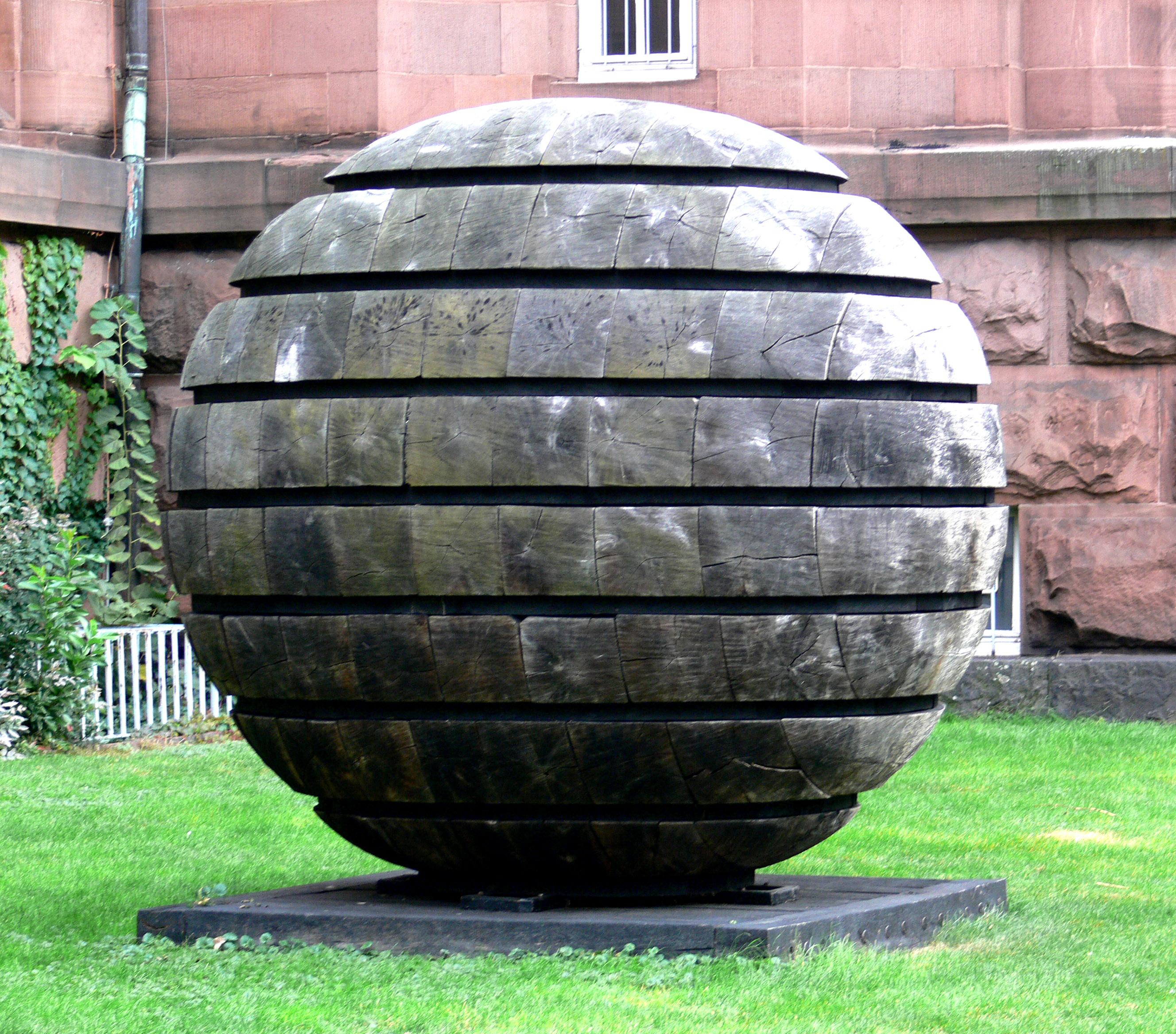
Large Sphere (2004), Beeldenpark van de Kunsthalle Mannheim